# Montejaque
Montejaque er en by og kommune i det sydlige Spanien i provinsen Málaga. Den har et indbyggertal på 952 (2024) indbyggere.